# Spomenik ponovnega rojstva
Spomenik ponovnega rojstva (v romunščini: Memorialul Renașterii) je spomenik v Bukarešti, glavnem mestu Romunije, posvečen v spomin na boje in žrtve romunske revolucije leta 1989, ki je strmoglavila komunizem. Spominski kompleks je bil odprt avgusta 2005 na Trgu revolucije, kjer je bil decembra 1989 javno strmoglavljen romunski komunistični diktator Nicolae Ceaușescu. 
Spomenik, ki ga je načrtoval Alexandru Ghilduș, ima za središče 25 metrov visok marmorni steber, ki sega do neba, na katerega je postavljena kovinska »krona«. Steber je obdan s trgom velikosti 600 m2, tlakovanim z marmorjem in granitom. 
Gradnja spomenika je stala 5,6 milijona leijev (5,6 milijona RON, približno 1,5 milijona evrov). Njegovo prvotno ime je bilo »Večna slava herojem in romunski revoluciji decembra 1989« (Glorie Eternă Eroilor și Revoluției Române din Decembrie 1989). Ime spomenika namiguje na ponovno rojstvo Romunije kot naroda po padcu komunizma.